# Bòrn (comarca)
Bòrn, (en occità: Bòrn, en francès: Pays de Born) és un parçan o comarca d'Occitània situat a la Gascunya. La seva vil·la principal és Mamisan.
Segons la proposta de divisió territorial d'Occitània del diari Jornalet, basada en l'obra de Frederic Zégierman Le Guide des pays de France, Bòrn estaria ubicat a la regió de la Gascunya, subregió de Landes i Labrit.
Oficialment, les comunes de Bòrn estan adscrites administrativament al  departament francès de les Landes (sud-oest), a la regió administrativa de Nova Aquitània.